# 阿瑟·惠特菲尔德
阿瑟·惠特菲尔德（英語：Arthur Whitfield，1868年10月13日—1947年1月31日），英国皮肤科医生、皮肤病学家、英国医学教授和皮肤病学的先驱。以治疗足癣香港脚的惠氏脚气膏著名于世。
惠特菲尔德1887年毕业于国王学院高等学校，同年考入国王学院医院开始学医，1891年通过伦敦皇家外科学会的资格考试，1892年毕业，获得医学学士学位。1893年，通过伦敦皇家医师学会MRCP资格考试，并获得医学博士学位。
从1893年到1896年，他在维也纳和柏林的从事研究生训练。1896年，先后担任西伦敦医院的、皇家北部医院的助理医师，然后在国王学院医院任助理医师，负责皮肤科。1906年任主任医师和皮肤病学教授。在1904年至1905年期间，被任命为国王学院医学院院长。在第一次世界大战期间，他是负责门诊病人的全科医生。此外，惠特菲尔德（Whitfield）还兼任皇家陆军医学院皮肤病学教授和圣邓斯坦协会（St Dunstan's）皮肤病专家。
1907年出版《皮肤病及其治疗手册》，1921年出版修订版，此后还作了第三次修订。惠特菲尔德为《医学百科全书》和Allbutt的《医学体系》撰写了有关皮肤病的文章，并为医学期刊撰写了许多有关皮肤病的论文。
1911年，在英国皇家医学会上报告了一例腹股沟类湿疹癣，并附以可信的真菌学资料，当时的真菌学巨匠、法国萨布罗特教授听说后专程从巴黎来伦敦访问了惠特菲尔德。
1905年当选皇家医学会院士FRCP，1921年当选约翰·拉姆利讲座荣誉讲员，1926- 1927年担任英国皮肤科医师协会会长。他还被选为法兰西皮肤病学会通讯会员。
惠特菲尔德以其揭示真菌在足癣中的致病作用及其发明的惠氏脚气膏著名于世，为无数的脚气或香港脚患者解决了烦恼。
惠特菲尔德是继亨利·拉德克利夫·克罗克、威廉·蒂尔伯里·福克斯和托马斯·科科特·福克斯之后，英国皮肤病学最富盛名的先驱。
惠特菲尔德于1947年逝世，享年78岁。